# Artanema
Artanema, biljni rod iz porodice ljuborovki (Linderniaceae). Pripadaju mu 4 vrste, 3 u tropskom Starom svijetu i jedna u Australiji (Queensland, Novi Južni Wales)

## Opis
Trajnice. Rod je opisan u Brit. Flow. Gard. Ser. II. t. 234 (1829) 

## Vrste
1. Artanema angustifolium Benth.; možda podvrsta vrste Artanema longifolium; Artanema longifolium var. longifolium
2. Artanema bantamense Backer
3. Artanema fimbriatum D.Don; tipična vrsta; Australija
4. Artanema longifolium (L.) Vatke

## Sinonimi
- Bahel Adans.; Fam. Pl. 2: 210 (1763)
- Bahelia Kuntze; Revis. Gen. Pl. 2: 458 (1891)
- Diceros Pers.; Syn. Pl. 2: 164 (1806)
- Ourisianthus Bonati; Bull. Soc. Bot. France 71: 1097 (1924 publ. 1925)